# Garry Conille
Garry Conille (ur. 26 lutego 1966) – haitański lekarz, polityk i dyplomata, premier Haiti od 18 października 2011 do 16 maja 2012 oraz od 3 czerwca do 10 listopada 2024.

## Życiorys
Garry Conille jest synem Serge'a Conille'a, ministra z czasów rządów Jean-Claude'a Duvaliera. Uczęszczał do szkoły podstawowej Ecole St. John the Evangelist i szkoły średniej Haitian-Canadian College of the Brothers of the Sacred Heart. Ukończył studia na Wydziale Medycyny Państwowego Uniwersytetu Haiti. Specjalizował się w ginekologii i położnictwie. Następnie ukończył studia magisterskie, na kierunku administracja polityczna i zdrowotna, na Uniwersytecie Karoliny Północnej w Chapel Hill (w Stanach Zjednoczonych), gdzie był stypendystą Fundacji Fulbrighta.
W latach 1994–1998 wchodził w skład Stowarzyszenia Rozwoju Narodowego Haiti, zajmując się sprawami rozwoju podstawowej opieki zdrowotnej na terenach wiejskich. W sierpniu 1999 został konsultantem w szpitalu Hôpital Albert Schweitze. Od października 1999 do kwietnia 2001 był odpowiedzialny za działalność na Haiti Funduszu Ludnościowego Narodów Zjednoczonych (UNFPA). Od października 2002 do maja 2004 był doradcą Population Services International, organizacji pozarządowej zajmującej się opieką zdrowotną. W latach 2000–2004 pracował również jako prezenter radiowy w haitańskiej rozgłośni Radio Vision 2000, prowadząc audycje na tematy zdrowia reprodukcyjnego.
Od maja 2004 do stycznia 2006 pracował jako doradca w Wydziale ds. Afryki UNFPA z siedzibą w Etiopii. Od stycznia do grudnia 2006 był natomiast doradcą przy projekcie ONZ – Milenijne Cele Rozwoju. Od stycznia 2007 do września 2008 pełnił funkcję szefa doradców dla regionu Afryki oraz koordynatora Programu Światowego ds. zdrowia reprodukcyjnego, funkcjonującego w ramach UNFPA. Od września 2008 do marca 2010 pracował w Biurze ds. Polityki Rozwoju UNDP.
Od marca 2010 do czerwca 2011 zajmował stanowisko szefa Biura Specjalnego Wysłannika na Haiti byłego prezydenta Billa Clintona. W tym czasie brał udział w odbudowie kraju po zniszczeniach powstałych na skutek trzęsienia ziemi w styczniu 2010. Był jednym z współtwórców Haitańskiej Komisji Odbudowy. W czerwcu 2011 został mianowany rezydentem i koordynatorem UNDP w Nigrze.
5 września 2011 został desygnowany przez prezydenta Michela Martelly'ego na urząd szefa rządu. Była to trzecia próba sformowania gabinetu przez prezydenta po tym, jak dwóch wcześniejszych kandydatów, Daniela-Gérarda Rouziera i Bernarda Gousse'a, odrzucił parlament. 16 września 2011 jego kandydaturę zaakceptowała Izba Deputowanych, a 4 października 2011 Senat.
13 października 2011 Conille przedstawił skład swojego gabinetu. Następnego dnia rząd uzyskał akceptację ze strony Senatu, a 15 października 2011 ze strony Izby Deputowanych. 18 października 2011 nowy rząd został oficjalnie zaprzysiężony.
24 lutego 2012, po niespełna pięciu miesiącach urzędowania, podał się do dymisji w wyniku sporów z prezydentem, utrudniających pracę rządu. Spór dotyczył uprawnień kompetencyjnych w zakresie kierowania pracami rządu. Odnosił się także do kwestii rozpoczęcia dochodzenia w sprawie zbadania prawidłowości przy zawieraniu kontraktów na odbudowę kraju po trzęsieniu ziemi wartych 300 mln USD oraz kwestii zbadania przez parlament zarzutów o posiadaniu podwójnego obywatelstwa przez niektórych członków rządu (zakazanego przez prawo), o co postulował premier, a czemu przeciwny był prezydent. 1 marca 2012 prezydent Martelly na stanowisko nowego szefa rządu desygnował ministra spraw zagranicznych, Laurenta Lamothe'a, który objął urząd 16 maja 2012 po zatwierdzeniu nowego gabinetu przez obie izby parlamentu. 
Od stycznia 2023 do czerwca 2024 sprawował funkcję dyrektora regionalnego UNICEF na obszar Ameryki Łacińskiej i Karaibów.
3 czerwca 2024 ponownie stanął na czele rządu. Zdymisjonowany 10 listopada 2024.